# تل چهارطاقی تنگ حنا
تل چهارطاقی تنگ حنا مربوط به سده‌های میانه دوران‌های تاریخی پس از اسلام است و در شهرستان نی‌ریز، بخش آباد طشک، دهستان حنا، جاده آسفالته تنگ حنا، نرسیده به پاسگاه تنگ حنا، روبروی معدن آقای افسری واقع شده و این اثر در تاریخ ۲۳ بهمن ۱۳۸۵ با شمارهٔ ثبت ۱۷۲۲۸ به‌عنوان یکی از آثار ملی ایران به ثبت رسیده‌است.